# Antoniów (powiat radomski)
Antoniów – wieś w Polsce położona w województwie mazowieckim, w powiecie radomskim, w gminie Skaryszew. Ma status sołectwa. Do roku 2010 miejscowość była przysiółkiem wsi Modrzejowice.
W latach 1975–1998 miejscowość należała administracyjnie do województwa radomskiego.
Wierni Kościoła rzymskokatolickiego należą do parafii św. Jakuba Apostoła w Skaryszewie.